# Eleições municipais em Belo Horizonte em 1988
As eleições municipais em Belo Horizonte em 1988 ocorreram em 15 de novembro, como parte das eleições municipais em 24 estados brasileiros e nos  territórios federais do Amapá e Roraima. Foram eleitos o prefeito Pimenta da Veiga e o vice-prefeito Eduardo Azeredo.
Nascido em Belo Horizonte, o advogado Pimenta da Veiga formou-se em 1972 na Universidade Federal do Rio de Janeiro. Eleito deputado federal via MDB em 1978, seguiu para o PMDB quando o bipartidarismo foi revogado em 1980. Após renovar o mandato em 1982, votou a favor da Emenda Constitucional Dante de Oliveira em 1984 e em Tancredo Neves no Colégio Eleitoral em 1985. Pouco depois, foi eleito líder do PMDB na Câmara dos Deputados ao vencer o pernambucano Osvaldo Lima Filho, acumulando este cargo com a liderança do governo por indicação de Tancredo Neves e com a morte deste o presidente José Sarney manteve a decisão do antecessor. Reeleito deputado federal em 1986, integrou uma dissidência do PMDB que deu origem ao PSDB e foi signatário da Constituição de 1988, vencendo a eleição para prefeito de Belo Horizonte nesse ano. Entretanto, Pimenta da Veiga abreviou o mandato ao renunciar a fim de disputar o governo mineiro em 1990, não passando do primeiro turno.
Natural de Belo Horizonte, o engenheiro mecânico Eduardo Azeredo graduou-se na Pontifícia Universidade Católica de Minas Gerais em 1971, com extensão em Engenharia Econômica pela Fundação Dom Cabral. Ingressou na filial brasileira da IBM como analista de sistemas em 1972, onde ficou até ser nomeado presidente da Empresa de Processamento de Dados do Estado de Minas Gerais (PRODEMGE) pelo governador Tancredo Neves, em 1983. Mantido no cargo por Hélio Garcia, foi trabalhar na DATAMEC em 1987, cargo que deixou em 1988 para eleger-se vice-prefeito da capital mineira via PSDB. No ano seguinte tornou-se presidente da Empresa de Processamento de Dados de Belo Horizonte (PRODABEL) e em 1990 assumiu a prefeitura quando Pimenta da Veiga renunciou para disputar o governo estadual.

## Resultado da eleição para prefeito
Devido a escassez de informações sobre as eleições municipais de 1985 advindas do TRE-MG ou do TSE, só foi possível localizar os resultados finais na capital por meio de jornais da época e ainda sim informações, como os vices e coligações de alguns candidatos, não foram localizadas.
Foram apurados 731.052 votos nominais, assim distribuídos:
| Candidatos a prefeito de Belo Horizonte | Candidatos a vice-prefeito      | Número | Coligação                                            | Votação | Percentual |
| --------------------------------------- | ------------------------------- | ------ | ---------------------------------------------------- | ------- | ---------- |
| Pimenta da Veiga PSDB                   | Eduardo Azeredo PSDB            | 45     | Oposições Coligadas (PSDB, PFL, PL, PDT, PCB, PCdoB) | 323.962 | 44,31%     |
| Virgílio Guimarães PT                   | Antônio Carlos Ramos Pereira PT | 13     | PT (sem coligação)                                   | 289.528 | 39,60%     |
| Álvaro Antônio PMDB                     | João Pinto Ribeiro PMDB         | 15     | PMDB (sem coligação)                                 | 69.835  | 9,55%      |
| Aníbal Teixeira PMB                     | Dimas da Anunciação Perrin PMB  | 26     | PMB (sem coligação)                                  | 22.176  | 3,03%      |
| José Elias Murad PTB                    | Nilso Farias PTB                | 14     | PTB (sem coligação)                                  | 13.493  | 1,85%      |
| Arthur Viana Neto PSB                   | Everaldo Chrispim da Silva PSB  | 40     | PSB, PV                                              | 2.466   | 0,34%      |
| Jorge Espeschit PH                      | Nestor Santiago Santos PH       | 19     | PH (sem coligação)                                   | 2.115   | 0,29%      |
| Salim Issa PSC                          | - PSC                           | 20     | PSC (sem coligação)                                  | 1.948   | 0,27%      |
| Milton Fusco PDS                        | - PDS                           | 11     | PDS (sem coligação)                                  | 1.817   | 0,25%      |
| Tito Guimarães PS                       | - PS                            | 34     | PS (sem coligação)                                   | 1.505   | 0,21%      |
| Hélio de Araújo PSD                     | - PSD                           | 41     | PSD (sem coligação)                                  | 1.114   | 0,15%      |
| Naim Gonçalves PJ                       | - PJ                            | 39     | PJ (sem coligação)                                   | 1.093   | 0,15%      |
| Fontes:                                 |                                 |        |                                                      |         |            |